# Emulsão Scott

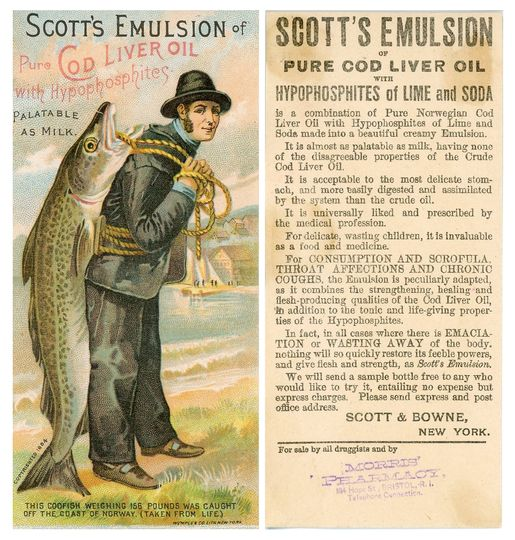
Cartão de publicidade da Emusão de Scott de 1884.

A Emusão de Scott é um suplemento vitamínico oriundo do fígado do bacalhau surgido em 1876 após a fundação da empresa Scott and Bowne em Nova Iorque. O produto chegou ao Brasil por volta de 1885, tendo solicitado seu registro junto ao Império do Brasil  e se tornou um dos primeiros anunciantes regulares da imprensa brasileira. Seu clichê do “homem com o bacalhau nas costas” foi um dos primeiros a ser reproduzidos em massa nos jornais brasileiros do século XIX, carentes de imagens.
Até 2021 era fabricado no Brasil pelo laboratório GlaxoSmithKline (GSK), tendo saído de circulação desde então.